# Nervio frénico
Los nervios frénicos son dos nervios del organismo humano, uno izquierdo y el otro derecho, que urgen de la médula espinal a partir de su correspondiente ramo ventral del nervio espinal de la cuarta vértebra cervical, aunque también reciben fibras de la tercera y quinta. Atraviesan el cuello, pasan por delante del músculo escaleno anterior, penetran en el tórax, pasando por entre las venas y arterias subclavias, descienden por el mediastino pasando por delante de la raíz pulmonar hasta alcanzar el diafragma, constituyendo junto a los nervios vago (par craneal X), nervio esplácnico y los últimos seis nervios intercostales: la inervación motora de este músculo. El recorrido del nervio frénico izquierdo es más largo que el del derecho, pues debe curvarse para dejar a un lado el corazón.

## Funciones
Posee 3 funciones: motora, sensitiva y autónoma (simpática).
- Motora: Inerva el diafragma, haciendo posible la contracción de este músculo.
- Sensitiva: Transporta información sensitiva procedente de la pleura, pericardio y peritoneo diafragmático.
- ' Simpática:' Posee fibras que corresponden al sistema nervioso autónomo.

## Lesión del nervio frénico
Si el nervio frénico se lesiona a lo largo de su recorrido por el cuello o el tórax, por ejemplo por un cáncer de pulmón que lo comprime o por un aneurisma de aorta, se produce una parálisis del diafragma, ya que este músculo deja de recibir las órdenes motoras necesarias para su correcta función. La parálisis del diafragma a su vez puede ocasionar una insuficiencia respiratoria. A pesar de que el diafragma pierde su función motora, es posible seguir respirando gracias a músculos accesorios a la respiración, como el esternocleidomastoideo, pectorales, semiespinosos y otros.

## Frenicectomía
Consiste en provocar de forma intencionada mediante una intervención quirúrgica o un bloqueo anestésico, una lesión en el nervio frénico para impedir su función. Este procedimiento médico se utiliza como último recurso para el hipo persistente o intratable, pero tiene el inconveniente de que puede provocar una parada respiratoria por parálisis diafragmática bilateral.